# Henryk Mikołaj Górecki

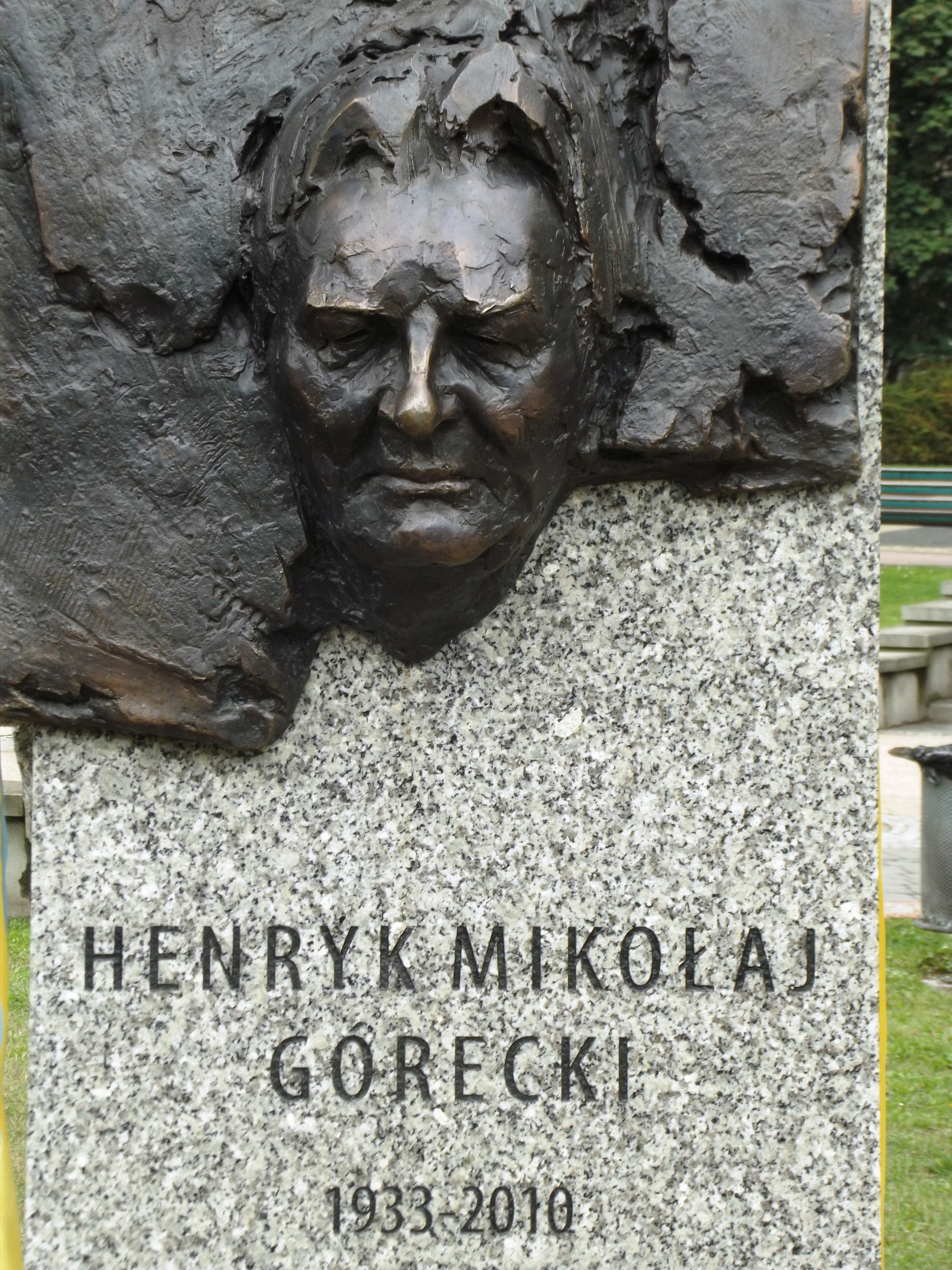
Popiersie Góreckiego w Galerii Artystów na placu Grunwaldzkim w Katowicach

Henryk Mikołaj Górecki (ur. 6 grudnia 1933 w Czernicy, zm. 12 listopada 2010 w Katowicach) – polski kompozytor współczesnej muzyki poważnej i religijnej. Profesor i rektor Państwowej Wyższej Szkoły Muzycznej w Katowicach, wychowawca i pedagog muzyczny. Kawaler Orderu Orła Białego.

## Życiorys

### Dzieciństwo i młodość
Urodził się 6 grudnia 1933 w Czernicy, w powiecie rybnickim. Ojciec, Roman Górecki, był kolejarzem. Matka, Otylia Górecka, zmarła w dniu drugich urodzin syna. Kilkanaście miesięcy później jego ojciec ożenił się ponownie i Góreccy przenieśli się z Czernicy do Rydułtów. Na jego trudne dzieciństwo złożyły się: miesiące pobytu w szpitalu z powodu problemów ze stawem biodrowym, potem II wojna światowa oraz poczucie niezrozumienia – ojciec i jego druga żona tłumili artystyczne zainteresowania Henryka, zabraniano mu zbliżać się do stojącego w domu pianina, na którym grywała matka. Henryk Górecki po ukończeniu rydułtowskiego liceum ogólnokształcącego zaczął zarabiać jako nauczyciel przedmiotów ogólnych w szkole w Radoszowach.

### Wykształcenie
Regularną edukację muzyczną rozpoczął w wieku 19 lat. Po bezskutecznych próbach dostania się do którejś ze szkół muzycznych w woj. katowickim w 1952 został przyjęty do Szkoły Muzycznej w Rybniku na wydział instruktorsko-pedagogiczny. Kształcił się tam pod kierunkiem Karola i Antoniego Szafranków.
W 1960 ukończył Państwową Wyższą Szkołę Muzyczną w Katowicach, gdzie studiował kompozycję u Bolesława Szabelskiego. Następnie kontynuował studia muzyczne w Paryżu. Po powrocie z Francji został profesorem klasy kompozycji, a w latach 1975–1979 rektorem swej macierzystej uczelni. Był członkiem PAU.

### Kariera i twórczość muzyczna
Pierwszym sukcesem muzycznym było Epitafium (do słów Juliana Tuwima) zaprezentowane w 1958 na Warszawskiej Jesieni. Utwór został skomponowany na chór mieszany i zespół instrumentalny.
W latach 60. XX w. Górecki wspólnie z grupą kompozytorów polskich (m.in. Krzysztof Penderecki, Kazimierz Serocki) wypracowali specyficzny typ nowoczesnej muzyki zwanej często sonoryzmem. Szczytowym osiągnięciem kompozytorskim tego okresu jego twórczości był utwór Scontri ukończony w 1960 i cykl Genesis.
Kolejne zainteresowanie muzyką Góreckiego obudziła prezentacja Scontri podczas Warszawskiej Jesieni w 1960. Jest to jeden z najbardziej reprezentacyjnych utworów polskiego sonoryzmu. Tytuł, czyli „zderzenia”, można tłumaczyć jako zderzenia mas dźwiękowych. Gęstość brzmienia w tym utworze jest wyjątkowa, sięga bowiem aż 88-dźwiękowego klasteru. W tym samym roku zdobył I nagrodę w Konkursie Młodych Związków Kompozytorów Polskich (1960) za Monologhi na sopran i 3 grupy instrumentów. Nagroda ta pozwoliła mu wyjechać w pierwszą w życiu podróż zagraniczną – do Francji. W latach 1962–1963 skomponował trzy utwory pod wspólnym tytułem Genesis: Elementi per tre archi, Canti strumentali (na 15 instrumentów) i Monodram (na głos, perkusję i kontrabasy). We wszystkich tych utworach najważniejsze były zmieniające się barwy dźwiękowe, a kompozytor uważał, że taką właśnie muzykę inspiruje otoczenie współczesnego człowieka.
W Refrenie (1965) kompozytor połączył dwie kontrastujące techniki: średniowieczny hoquetus z XX-wieczną dodekafonią. Utwór ten został nagrodzony w 1967 na Międzynarodowej Trybunie Kompozytorów UNESCO w Paryżu.
W 1969 powstała Muzyka staropolska na instrumenty dęte blaszane i smyczki. W utworze tym kompozytor nawiązał do organum Benedicamus Domine z antyfonarza klarysek ze Starego Sącza i do pieśni Już się zmierzcha Wacława z Szamotuł. Jest to wyjątkowo statyczny utwór trwający około pół godziny. Ta cecha stała się odtąd bardzo typowa dla muzyki Góreckiego. Nastąpiła też inna zmiana – kompozytor zwrócił się ku gatunkom wokalno-instrumentalnym, do sakralnych (na ogół) tekstów. Niejednokrotnie wyraźnie nawiązuje w nich do muzyki dawnej bądź ludowej, głównie podhalańskiej, tak więc są to utwory o wyraźnej melodii i tradycyjnej, wręcz prostej harmonii, w których motywy lub frazy wielokrotnie powtarzają się. Ta cecha sprawia, że muzykę Góreckiego niejednokrotnie kojarzy się z minimalizmem, albo określa się ją mianem „nowej prostoty”.
Taki właśnie charakter ma najbardziej znane dzieło Góreckiego, czyli III Symfonia zwana też Symfonią pieśni żałosnych. Zbudowana jest z trzech lamentacyjnych pieśni, z których największą uwagę zwróciła druga, w której kompozytor wykorzystał tekst zachowany na ścianie gestapowskiej katowni w Zakopanem. Wykonana została po raz pierwszy 4 kwietnia 1977 w ramach XIV Międzynarodowego Festiwalu Sztuki Współczesnej w Royan, a polskie prawykonanie miało miejsce w tym samym roku na Festiwalu Muzyki Współczesnej Warszawska Jesień. W 1992 akcja promocyjna sprawiła, że kompozycja ta trafiła na światowe listy przebojów, nie tylko muzyki poważnej, po nagraniu jej przez amerykańską śpiewaczkę Dawn Upshaw. Nagrań III Symfonii dokonały m.in. polskie śpiewaczki: Stefania Woytowicz oraz Zofia Kilanowicz. Górecki nieomal z dnia na dzień stał się międzynarodową sławą. W Stanach Zjednoczonych sprzedano 150000 płyt z nagraniem III Symfonii. Zapraszano go do wygłaszania odczytów w Londynie, Brukseli i Nowym Jorku.
15 października 2005 w Bielsku-Białej, podczas X Festiwalu Kompozytorów Polskich, odbyła się premiera III Kwartetu smyczkowego op. 67 Pieśni śpiewają w wykonaniu amerykańskiego zespołu Kronos Quartet. Stylistycznie III Kwartet nie odbiega znacząco od swego poprzednika, jakkolwiek daje się zauważyć znaczące przesunięcie w kierunku kontemplacyjności, jedynie część trzecia – najbardziej tonalna – wprowadza element nieskomplikowanej zabawy.
Brytyjski dziennik The Daily Telegraph sklasyfikował Henryka Mikołaja Góreckiego na 32. miejscu wśród żyjących geniuszy w roku 2007.
23 czerwca 2013 w kościele oo. Franciszkanów w Krakowie odbyło się światowe prawykonanie 20 pieśni Henryka Mikołaja Góreckiego. Zbiór zatytułowany Z pieśni kościelnych zawiera 20 pieśni ze śpiewnika księdza Jana Kazimierza Siedleckiego. W jednym z wywiadów Górecki mówił: „Mam kilka niewydanych i niewykonanych cykli chóralnych. Są w rękopisach, brudnopisach. Chciałem zrobić chorał z polskich pieśni z moją harmonią. Specyficzną harmonię znalazłem do pieśni chóralnych [...] Chwalę się tym, że odkryłem melodię języka polskiego”.
Skomponowany przez Henryka Mikołaja Góreckiego w 1986 roku cykl Z pieśni kościelnych nigdy nie został przez twórcę ukończony. Pomimo tego pieśni zostały wydane przez PWM.
12 kwietnia 2014 w Royal Festival Hall w Londynie odbyło się światowe prawykonanie IV Symfonii Tansman Epizody, której powstanie zainspirował Andrzej Wendland, twórca i dyrektor Tansman Festival. Polskie prawykonanie zostało zorganizowane przez Stowarzyszenie Promocji Kultury im. Aleksandra Tansmana w ramach Tansman Festival 2015, 15 lutego 2015 w sali koncertowej Filharmonii Łódzkiej, z udziałem Orkiestry Symfonicznej Filharmonii Śląskiej im. H.M. Góreckiego, pod dyrekcją maestro Mirosława Jacka Błaszczyka.
16 października 2016 roku odbyła się światowa premiera Dwóch Postludiów Tristanowskich i Chorału, zorganizowana przez Stowarzyszenie Promocji Kultury im. Aleksandra Tansmana jako Prolog Tansman Festival 2016, w Studiu Koncertowym Polskiego Radia im. Witolda Lutosławskiego w Warszawie.
7 grudnia 2024 roku, podczas ponownego otwarcia katedry Notre Dame w Paryżu, odnowionej po pożarze w 2019, wykonano m.in. utwór chóralny Mikołaja Góreckiego – Totus Tuus. Muzyka kompozytora zabrzmiała po symbolicznym przebudzeniu świątyni przez arcybiskupa Paryża Laurenta Ulricha, który zapukał pastorałem trzykrotnie do wrót kościoła. Po ich otworzeniu i przy dźwiękach Totus Tuus, wkroczył do katedry prezydent Emmanuel Macron z małżonką. Utwór ten został napisany przez Góreckiego w Katowicach, z okazji wizyty Jana Pawła II w Polsce w 1987. Prawykonanie odbyło się na Placu Defilad w Warszawie, w trakcie mszy papieskiej. 

### Życie prywatne
Henryk Mikołaj Górecki był od 1959 żonaty z pianistką Jadwigą Rurańską. Miał dwoje dzieci – córkę Annę i syna Mikołaja Góreckiego. Był katolikiem, członkiem honorowym i pierwszym prezesem Klubu Inteligencji Katolickiej w Katowicach. Kompozytor mieszkał w katowickiej Koszutce przy ul. Alfonsa Górnika.
Henryk Mikołaj Górecki zmarł 12 listopada 2010 w szpitalu w Katowicach-Ochojcu, po chorobie płuc. Uroczystości pogrzebowe odbyły się 17 listopada 2010, w archikatedrze Chrystusa Króla w Katowicach. Urnę z prochami kompozytora złożono na cmentarzu przy ul. Henryka Sienkiewicza w Katowicach.

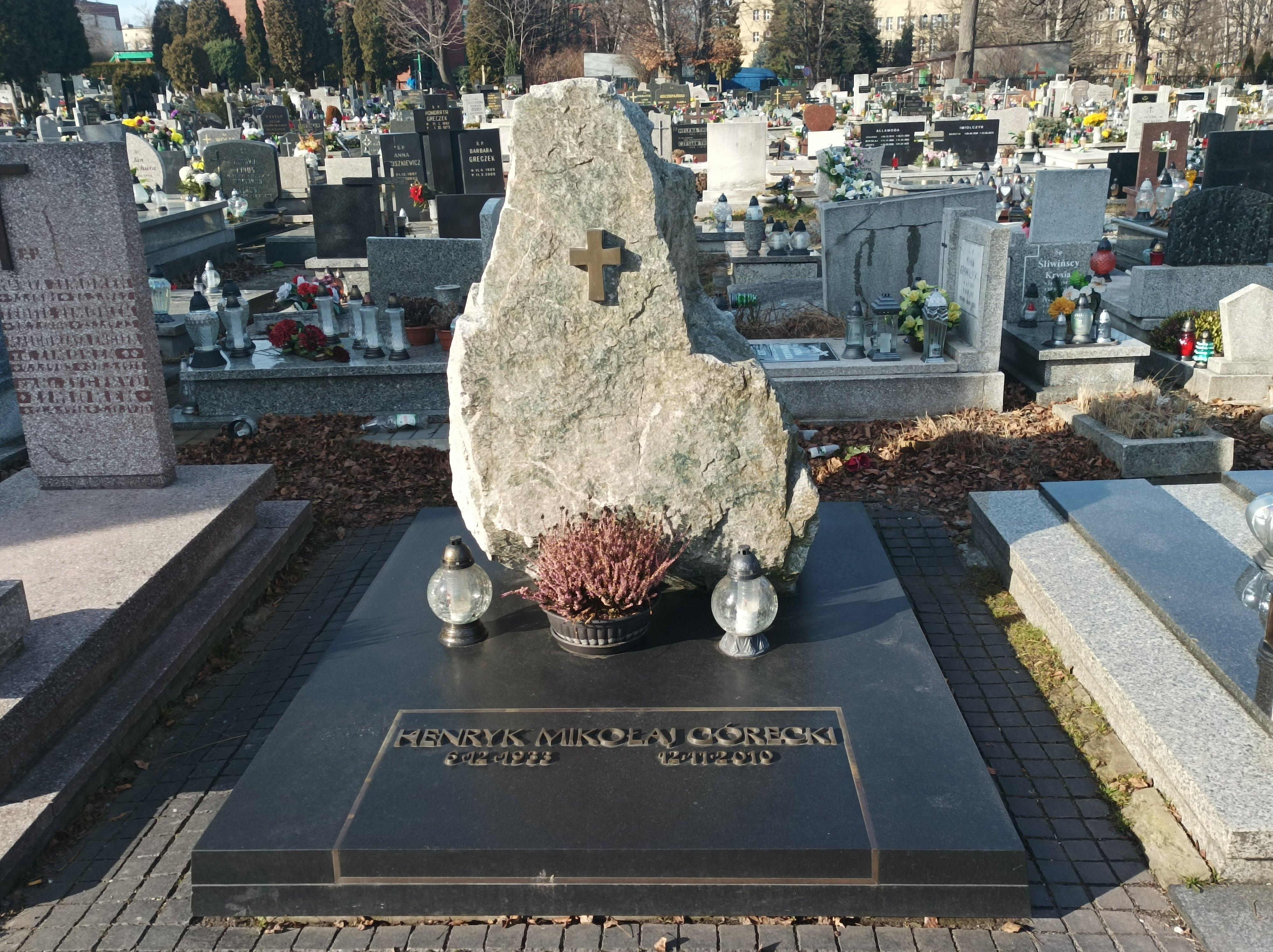
Grób Henryka Mikołaja Góreckiego na cmentarzu przy ul. Sienkiewicza w Katowicach

## Kompozycje
Niemal wszystkie utwory i opracowania są przez kompozytora opusowane; obyczaj ten spotykany jest wśród współczesnych kompozytorów rzadko. Rękopisy muzyczne Henryka Mikołaja Góreckiego przechowywane są w Bibliotece Narodowej w Warszawie i zostały w całości zdigitalizowane – kolekcja udostępniona jest w bibliotece cyfrowej Polona.
- op. 1 Cztery preludia (1955) na fortepian solo
- op. 2 Toccata (1955) na dwa fortepiany
- op. 3 Trzy pieśni (1956) na głos średni
- op. 4 Wariacje (1956) na skrzypce i fortepian
- op. 5 Quartettino (1956) na dwa flety, obój i skrzypce
- op. 6 I Sonata (1956/84/90) na fortepian solo
- op. 7 Pieśni o radości i rytmie (1956) na dwa fortepiany i orkiestrę kameralną
- op. 8 Sonatina w jednej części (1956) na skrzypce i fortepian
- op. 9 Pięć małych preludiów (1956) na fortepian solo
- op. 10 Sonata (1957) na dwoje skrzypiec
- op. 11 Koncert (1957) na pięć instrumentów i kwartet smyczkowy
- op. 12 Epitafium (1958) na chór mieszany i zespół kameralny (utwór, w którym słyszy się największy wpływ Weberna)
- op. 13 Pięć utworów (1959) na dwa fortepiany
- op. 14 I Symfonia „1959” (1959) na orkiestrę smyczkową i perkusję
- op. 15 Trzy diagramy (1959) na flet solo
- op. 16 Monologhi (1960) na sopran, dwie harfy i perkusję
- op. 17 Scontri (1960) na orkiestrę (tytuł inspirowany utworem Luigi Nono)
- (b.op.) Chorał w formie kanonu (1961/1984) na kwartet smyczkowy
- op. 18 Diagram IV na flet solo
- op. 19 Genesis – cykl trzech utworów na różne zespoły instrumentalne:
  - I – Elementi per tre archi (1962) na trio smyczkowe
  - II – Canti strumentali per 15 esecutori (1962) na troje skrzypiec, trzy altówki, 2 flety, trąbkę, mandolinę, perkusję
  - III – Monodram per soprano, metalli di percussione e sei violbassi (1963) na sopran, perkusję (wył. instrumenty metalowe) i sześć kontrabasów
- (b.op.) Trzy utwory w dawnym stylu (1963) na orkiestrę smyczkową
- op. 20 Choros I (1964) na orkiestrę smyczkową
- op. 21 Refren (1965) na orkiestrę
- op. 22 Muzyczka I (1967) na dwoje skrzypiec i gitarę
- op. 23 Muzyczka II (1967) 4 trąbki, 4 puzony, 2 pfte i perc
- op. 24 Muzyka Staropolska (Old Polish Music) (1969) na orkiestrę
- op. 25 Muzyczka III (1967) na trzy altówki
- op. 26 Cantata (1968) na organy solo
- (b.op.) Sygnały Wratislaviae gloria na instrumenty dęte blaszane i smyczki
- op. 27 Canticum graduum (1969) na orkiestrę
- op. 28 Muzyczka IV „Koncert puzonowy” (1970) na klarnet, puzon, wiolonczelę i fortepian (utwór przeznaczony dla zespołu Zygmunta Krauzego)
- op. 29 Ad Matrem (1971) na sopran solo, chór mieszany i orkiestrę
- op. 30 Dwie pieśni sakralne (1971) do tekstów M. Skwarnickiego na baryton i orkiestrę; op. 30b – na baryton i fortepian
- op. 31 II Symfonia „Kopernikowska” (1972) na sopran i baryton solo, chór mieszany i orkiestrę
- op. 32 Euntes ibant et flebant (1972) na chór mieszany a cappella
- op. 33 Dwie piosenki (1972) do tekstów J. Tuwima na chór 4 równych głosów
- op. 34 Trzy tańce (1973) na orkiestrę
- op. 35 Amen (1975) na chór mieszany
- (b.op.) Dwa hejnały na instrumenty dęte drewniane i blaszane
- op. 36 III Symfonia „Symfonia pieśni żałosnych” (1976) na sopran solo i orkiestrę symfoniczną
- op. 37 Trzy małe utworki (1977) na skrzypce i fortepian
- op. 38 Beatus Vir (1979) na baryton solo, chór mieszany i orkiestrę – zamówiony przez kardynała Karola Wojtyłę, dedykowany Janowi Pawłowi II
- op. 39 Szeroka woda (1979), 5 pieśni na chór mieszany a cappella
- op. 40 Koncert na klawesyn (lub fortepian) i orkiestrę smyczkową (1980)
- op. 41 Mazurki (1980) na fortepian
- op. 42 Dwie pieśni do sł. Lorki (1956/80) na głos średni i fortepian
- op. 43 Błogosławione pieśni malinowe do sł. C.K.Norwida (1980) na głos i fortepian
- op. 44 Miserere (1981) na duży chór mieszany a cappella
- op. 45 Wieczór ciemny się uniża (1981), pięć pieśni ludowych na chór mieszany a cappella
- op. 46 Wisło moja, Wisło szara (1981), pieśni ludowe na chór mieszany a cappella
- op. 47 Kołysanki i tańce (1982) na skrzypce i fortepian
- op. 48 Śpiewy do słów J. Słowackiego (1983) na głos i fortepian
- op. 49 Trzy kołysanki (1984/1991) na chór mieszany a cappella
- op. 50 Ach, mój wianku lewandowy (1984), siedem pieśni na chór mieszany a cappella
- op. 51 Idzie chmura, pada deszcz (1984), pięć pieśni ludowych na chór mieszany a cappella
- op. 52 Utwory różne(1956-61/90) na fortepian
- op. 53 Recitativa i ariosa „Lerchenmusik” (1984/85/86) na klarnet, wiolonczelę i fortepian
- op. 54 Pieśni Maryjne, pięć pieśni maryjnych na chór mieszany a cappella (1985) (*13.11.2005)
- op. 55 O Domina nostra. Medytacje o Jasnogórskiej Pani Naszej (1985) na sopran solo i organy
- op. 56 Pod Twoją obronę (1985) na 8-głosowy chór mieszany a cappella
- op. 57 Na Anioł Pański biją dzwony do słów K.Przerwy-Tetmajera (1986) na chór mieszany a cappella
- (b.op.) Pieśni kościelne, 20 pieśni na chór mieszany a cappella (1986)
- op. 58 Dla Ciebie, Anne-Lill (1986/90) na flet i fortepian
- op. 59 Aria „scena operowa” (1987) na tubę, fortepian, tam-tam i wielki bęben
- op. 60 Totus Tuus (1987) na chór mieszany a cappella
- op. 61 Przybądź Duchu Święty (1988) na chór mieszany a cappella
- op. 62 Już się zmierzcha, muzyka na kwartet smyczkowy (Already It Is Dusk – I Kwartet smyczkowy) (1988)
- op. 63 Good Night (1990) na sopran, flet altowy, fortepian i 3 tam-tamy
- (b.op.) Intermezzo (1990) na fortepian
- op. 64 Quasi una fantasia (II Kwartet smyczkowy) (1990-91)
- op. 65 Concerto-cantata (1992) na flet (flet altowy) i orkiestrę
- op. 66 Kleines Requiem für eine Polka (Małe requiem dla pewnej polki) (1993) na zespół kameralny (fortepian i 13 instrumentów solowych)
- op. 67 III Kwartet smyczkowy ...pieśni śpiewają (1993-5?/2005?, *15.10.2005)
- op. 68 Trzy pieśni do słów Marii Konopnickiej (1954-55/95) na głos i fortepian
- op. 69 Trzy fragmenty do słów Stanisława Wyspiańskiego (1996) na głos i fortepian
- op. 70 Valentine Piece (1996) na flet i dzwonek
- op. 71 Sanctus Adalbertus – Oratorium na sopran, baryton, chór mieszany i orkiestrę (1997-1998)
- op. 72 Salve, Sidus Polonorum (Kantata o św.Wojciechu) (1997) na wielki chór mieszany, organy, 2 fortepiany i perkusję
- op. 73 Mała fantazja na skrzypce i fortepian (1997)
- op. 74 „Sławny w Męczenników Gronie”. Pieśń o św. Wojciechu na chór mieszany a capella (1999)
- op. 75 Hej, z góry, z góry! kóniku bury – Pięć pieśni kurpiowskich na chór a cappella lub na głos i fortepian (2003)
- op. 76 Lobgesang na chór mieszany i dzwonki (2000)
- op. 77 Niech nam żyją i śpiewają na zespół wokalny (2000)
- op. 78 Quasi una fantasia – wersja op. 64 na wielką orkiestrę smyczkową (2002)
- op. 79 Dla Jasiunia – trzy drobne utwory na skrzypce i fortepian (2003)
- op. 80 Po co żeś tu przyszło Siwa Mgło – drobne utwory na dwie grupy skrzypiec (2003)
- op. 81 Pieśń Rodzin Katyńskich na chór mieszany a cappella (2004, *13.11.2005)
- op. 82 Dwa Postludia Tristanowskie i Chorał (2004)
- op. 83 Kyrie na chór i orkiestrę kameralną (2004–2005)
- op. 84 Susan – pieśń na chór mieszany a capella (2005)
- op. 85 IV Symfonia „Tansman Epizody” na fortepian, organy obbligato i orkiestrę symfoniczną (2006)

### Muzyka filmowa i teatralna
Muzyka ta stanowi margines twórczości kompozytora.
- Wieża samotności (1959), muzyka teatralna do tekstu Roberta Ardreya (Thunder Rock)
- Akwarium (1959), muzyka teatralna do tekstu Andrzeja Wydrzyńskiego
- Papierowa laleczka (1960), piosenka ze sztuki Widok z mostu do tekstu Arthura Millera
- Jędrek (1969), muzyka do krótkometrażowego czarno-białego filmu fabularnego (produkcja Se-ma-for)
- Bez lęku (Fearless, 1993, reż. Peter Weir), wykorzystanie fragmentu III Symfonii Symfonia pieśni żałosnych w słynnej scenie katastrofy lotniczej.
- Basquiat – Taniec ze śmiercią (1996), wykorzystanie fragmentu III Symfonii Symfonia pieśni żałosnych
- Złodzieje (Ladrones)(2007), wykorzystanie op. 36 – III Symfonii Symfonia pieśni żałosnych w filmie reżyserii Jaime Marqués’a.
- Wielkie Piękno (La grande bellezza) (2013), wykorzystanie fragmentu III Symfonii Symfonia pieśni żałosnych

## Ordery i odznaczenia
- Order Orła Białego (2010)[28]
- Krzyż Komandorski z Gwiazdą Orderu Odrodzenia Polski (4 kwietnia 2003)[29]
- Krzyż Komandorski Orderu Odrodzenia Polski (29 marca 1994)[30]
- Złoty Medal „Zasłużony Kulturze Gloria Artis” (8 września 2005)[31]
- Order Ecce Homo (2000)[32]
- Odznaka honorowa Stowarzyszenia Autorów ZAiKS (1993)[33]
- Order Świętego Grzegorza Wielkiego (2009, Watykan)[34]

## Nagrody i wyróżnienia
- Nagroda Ministra Kultury i Sztuki I stopnia (1969[35], 1973[36])
- Nagroda im. Karola Miarki (1993)[37]
- Nagroda im. Wojciecha Korfantego przyznana przez Związek Górnośląski (1993)[38]
- nagroda Lux ex Silesia (2003)
- tytuł doktora honoris causa Uniwersytetu Warszawskiego (1994)[39], Jagiellońskiego (2000), Akademii Muzycznej im. Karola Szymanowskiego w Katowicach (2003)[40], KUL-u (2004)[41] i Akademii Muzycznej w Krakowie (2008)
- honorowy obywatel miast: Zakopane (1994), Rybnik (2006), Katowice (2008) i Ostrowiec Świętokrzyski (2009)

## Upamiętnienie
Imieniem Henryka Mikołaja Góreckiego nazwano Filharmonię Śląską w Katowicach oraz Bibliotekę Publiczną Miasta Rydułtowy.
13 września 2013 w odsłonięto popiersie Góreckiego w Galerii Artystów na placu Grunwaldzkim w Katowicach.